# Populärastronomie
Unter Populärastronomie wird die Verbreitung astronomischen Wissens in leicht verständlicher Form verstanden. Diese Bildungsaufgabe erfolgt vor allem
- durch Sternführungen und allgemeinverständliche Vorträge an Volkssternwarten,
- durch himmelskundliche Sachbücher, die besonders seit der Entwicklung der Raumfahrt große Vielfalt und Auflagen aufweisen,
- durch astronomische Monats- und Zeitschriften
- und durch die Tätigkeit von Astrovereinen und astronomischen Foren.

## Zum Begriff „Populäre Astronomie“
Im heutigen Sinn umfasst der Begriff im Allgemeinen die Weckung astronomischen Interesses und im Speziellen die volksbildnerische Tätigkeit von Sternwarten und astronomischen Vereinigungen.
Das erste für die Allgemeinheit bestimmte Lehrbuch war 1834–1836 das 3-bändige Werk Wunder des Himmels des Wiener Univ.-Professors Joseph Johann von Littrow. Es fand höchstes Interesse und erlebte bis 1963 insgesamt 11 Auflagen sowie Übersetzungen in mehrere Sprachen.
Der eigentliche Begriff wurde 1841 durch das Lehrbuch von Johann Heinrich Mädler ‘‘Populäre Astronomie‘‘ geprägt und durch die Schriftenreihe Sirius, Zeitschrift für Populäre Astronomie etabliert. Ins Englische wurde er 1881 durch Simon Newcombs Populäre Astronomie eingeführt.
Während populär-astronomische Bücher also schon im 19. Jahrhundert erschienen, entstanden die ersten Astrovereine im frühen 20. Jahrhundert: beispielsweise in Deutschland 1921 der Bund der Sternfreunde, in Österreich 1924 der Astronomische Verein oder 1935 die Schweizerische Astronomische Gesellschaft.

### Bekannte Autoren und Volksbildner
Als erstes astronomisches Lehrbuch für die Allgemeinheit kann das dreibändige Werk Wunder des Himmels (Wien 1834) von Johann Josef Littrow gelten, das bis 1963 in unglaublichen elf Auflagen erschien. Sehr bekannt wurde auch 1898 die Himmelskunde von Joseph Plassmann und einige Werke von Camille Flammarion, etwa 1861 Die Mehrheit der bewohnten Welten (auf Deutsch 1865) oder Himmelskunde für das Volk (französ. Orig. um 1890).
Viel Interesse am Sternhimmel weckte Richard Schurig (1820–1896) mit dem 1886 erschienenen Einführungsbuch und Sternatlas Tabulae caelestes, der bis in die 1960er-Jahre als Schurig-Götz viele Auflagen erlebte.
In den USA trug vor allem Simon Newcomb zwischen 1870 und 1900 viel zur Populärastronomie bei.
In den folgenden Jahrzehnten wurde die Astronomie im deutschsprachigen Raum vor allem von den drei deutschen Lehrern und Amateurastronomen Bruno Bürgel (1875–1948), Robert Henseling (1883–1964) und Max Beyer (1894–1982) sowie von den österreichischen Professoren Kasimir Graff (1878–1950) und Oswald Thomas (1882–1963) popularisiert. Einen großen Anstoß für das himmelskundliche Interesse brachte die Weltraumfahrt, insbesondere die Mondlandungen 1969–1972.
Zu den bekanntesten deutschsprachigen Autoren der populären Himmelskunde seit 1950 zählen unter anderem Rudolf Kippenhahn (1926–2020), Joachim Herrmann (1931–2024), Hermann Mucke (1935–2019), Hans-Ulrich Keller (* 1943), Harald Lesch (* 1960) und Florian Freistetter (* 1977). Im englischen Sprachraum ist vor allem Patrick Moore (1923–2012) als Promotor visueller Beobachtungen und als vielfacher Buchautor zu nennen.

### 19. Jahrhundert
(nicht eingesehen)
- Joseph Johann von Littrow: Die Wunder des Himmels. 3 Bände, Stuttgart 1834–36
  - 11. Auflage Bonn 1963, siehe unten, Karl Stumpff
- Johann Heinrich Mädler: ‘‘Populäre Astronomie‘‘. Hermann-Verlag, Berlin 1841
- Simon Newcomb: Popular Astronomy, Harper & Brothers, New York 1878

### 20. Jahrhundert
- Oswald Thomas: Himmel und Weltall. Büchergilde Gutenberg, 5. Auflage 1954, 320 S. Insbesondere Erster Abschnitt Das Firmament und seine Feuerschrift (Himmelskugel bis Lichtjahr)
- Oswald Thomas: Astronomie – Tatsachen und Probleme. Verlag „Das Bergland-Buch“, Salzburg 1956, 7., vollst. umgearb. Aufl. (34.–36. Tsd.)
- Karl Stumpff: Das Uhrwerk des Himmels, Komplette Neubearbeitung von Littrows Die Wunder des Himmels, Stuttgart 1942, 2. Auflage Bonn 1963
- Mark Emmerich, Sven Melchert: Alles über Astronomie – Die Wunder des Weltalls. 184 S., Kosmos-Verlag, Stuttgart 2017

### Zeitschriften
- Sirius. Zeitschrift für populäre Astronomie. Scholtze-Verlag, Leipzig 1868–1926
- Der Sternenbote, astronomische Monatsschrift für Amateurastronomie. Hrsg. Hermann Mucke, Astronomisches Büro, Wien 1958–2019
- Sterne und Weltraum, Zeitschrift für Astronomie und Weltraumforschung. Heidelberg, seit 1962, derzeit Verlagsgesellschaft Spektrum der Wissenschaft
- Astronomie heute, deutsche Ausgabe von Sky & Telescope. Populäres Magazin für Astronomie und Raumfahrt, 2003–2008 im Verlag Spektrum der Wissenschaft, Heidelberg

### Weitere Literatur
(nicht eingesehen)
- J. Riem: Illustrierte Himmelskunde – eine Populäre Astronomie. Verlag Oestergaard 1911
- Bibliothek des allgemeinen und praktischen Wissens, Band 4, Teil 2: Himmelskunde. Sonnensystem – Kometen, Meteore; Fixsterne. Deutsches Verlagshaus Bong & Co, Leipzig 1912
- George Biddell: Popular Astronomy. Hansebooks 2020